# Pacific Rim Championship
El Pacific Rim Championship a veces llamado Pacific Rim o también Epson Cup, fue un torneo oficial de rugby que la disputaban las selecciones principales de países del Pacífico.

## Campeonatos
| Edición | Año  | Campeón | 2º puesto | 3º puesto | 4º puesto | 5º puesto | 6º puesto |
| ------- | ---- | ------- | --------- | --------- | --------- | --------- | --------- |
| I       | 1996 | Canadá  | Hong Kong | EEUU      | Japón     |           |           |
| II      | 1997 | Canadá  | Hong Kong | EEUU      | Japón     |           |           |
| III     | 1998 | Canadá  | Hong Kong | Japón     | EEUU      |           |           |
| IV      | 1999 | Japón   | Samoa     | EEUU      | Fiyi      | Tonga     | Canadá    |
| V       | 2000 | Samoa   | Fiyi      | Tonga     | EEUU      | Canadá    | Japón     |
| VI      | 2001 | Fiyi    | Samoa     | Japón     | Canadá    |           |           |

## Posiciones
- Número de veces que las selecciones ocuparon cada posición en todas las ediciones.

| Equipo         | Campeón | 2º puesto | 3º puesto | 4º puesto | 5º puesto | 6º puesto |
| -------------- | ------- | --------- | --------- | --------- | --------- | --------- |
| Canadá         | 3       |           |           | 1         | 1         | 1         |
| Samoa          | 1       | 2         |           |           |           |           |
| Fiyi           | 1       | 1         |           | 1         |           |           |
| Japón          | 1       |           | 2         | 2         |           | 1         |
| Hong Kong      |         | 3         |           |           |           |           |
| Estados Unidos |         |           | 3         | 2         |           |           |
| Tonga          |         |           | 1         |           | 1         |           |